# Italtrans Racing
Italtrans Racing è una squadra di motociclismo che gareggia nella classe Moto2 del motomondiale. Il team è di proprietà dell'omonima compagnia di trasporti italiana.

## Storia

### L'esordio
Italtrans Racing esordisce nel motomondiale 2010 con due Suter MMX, affidate all'esordiente venezuelano Robertino Pietri (che ottiene un punto in campionato, classificandosi 39º al termine della stagione) ed a Roberto Rolfo, il quale al Gran Premio di Germania ottiene il primo podio per la scuderia bergamasca e nel Gran Premio della Malesia conquista la prima vittoria, concludendo la stagione al 14º posto. Nello stesso anno anche Mattia Pasini corre per l'Italtrans, ma solo in veste di pilota wildcard.
La stagione 2011 vede la conferma del pilota venezuelano, che risulta non classificato al termine della stagione senza aver conquistato alcun punto, e l'ingaggio di Claudio Corti (che viene sostituito nel corso del solo Gran Premio del Giappone da Takaaki Nakagami), il quale invece riesce a classificarsi al 25º posto dopo aver conquistato 23 punti. 

### Il passaggio a Kalex

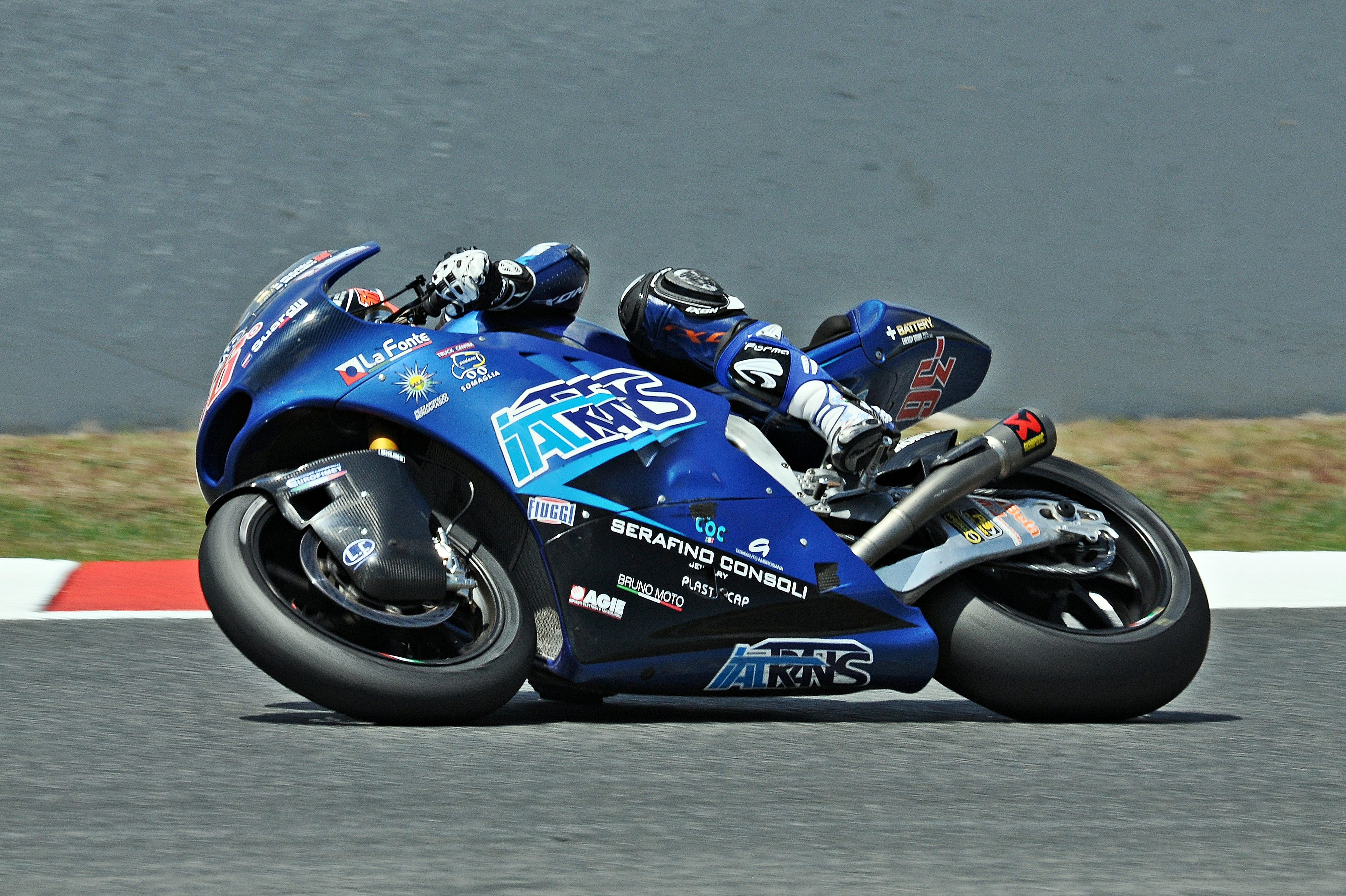
Mika Kallio alla guida della Kalex Moto2 di Italtrans.

Nella stagione 2012 il team decide di passare dalle moto Suter alle Kalex e conferma Corti e Nakagami, che proprio Corti aveva sostituito nella stagione precedente. Il pilota italiano ottiene il terzo podio nella storia del team giungendo secondo (con il giro veloce) al Gran Premio di Francia ma al termine del GP di Aragona decide di lasciare Italtrans e di accettare l'offerta ricevuta da Avintia Racing in MotoGP e viene sostituito dallo spagnolo Toni Elías.
La stagione 2013 la squadra bergamasca con il nuovo arrivato Julián Simón conclude in 13ª posizione in classifica (avendo anche ottenuto due giri veloci) e con il confermato Nakagami conclude all'8º posto dopo aver conquistato 3 pole position e cinque podi (di cui quattro consecutivamente giungendo secondi dal GP di Indianapolis al Gran Premio di San Marino).
Per la stagione 2014 viene confermato Simón (che conclude al 17º posto in classifica finale con due sesti posti come miglior risultato) e l'arrivo di Franco Morbidelli, che chiude in 11º posizione con il quinto posto al GP d'Aragona come miglior posizionamento stagionale. La stagione 2015 vede alternarsi quattro piloti tra le file di Italtrans: viene confermato Morbidelli (il quale ottiene come miglior risultato il terzo gradino del podio nel Gran Premio di Indianapolis) che però è costretto a ritirarsi per alcune gare a causa di un infortunio e viene sostituito da Federico Caricasulo, mentre viene ingaggiato Mika Kallio, che viene a sua volta sostituito da Edgar Pons dopo aver prematuramente interrotto i rapporti con il team. Per la stagione 2016 Italtrans decide di schierare una sola moto in griglia di partenza e la affida a Mattia Pasini. Il riminese ottiene come miglior risultato i due quarti posti ottenuti nel corso dei GP di Germania e Repubblica Ceca e conclude la stagione all'11º posto con 72 punti.

### Le prime vittorie con Pasini
Nella stagione 2017 il team decide di tornare a schierare due moto, una affidata al confermato Pasini ed una ad Andrea Locatelli. Pasini conquista una vittoria (nel Gran Premio d'Italia) e due secondi posti (Gran Bretagna e Aragona) concludendo al 6º posto in classifica finale con 148 punti, mentre Locatelli conclude con 8 punti al 28º posto. Per la stagione 2018 le scelte del team ricadono sugli stessi piloti, con Pasini che ottiene tre pole position, un giro veloce e una vittoria (nel GP d'Argentina) e Locatelli che migliora rispetto all'anno precedente, andando in quasi tutte le gare a punti con l'ottavo posto al Gran Premio d'Italia come miglior risultato.
La stagione 2019 prevede l'arrivo di Enea Bastianini che va a sostituire Pasini e la conferma di Locatelli. Bastianini conclude al 10º posto in classifica finale con miglior risultato il terzo posto ottenuto nel Gran Premio della Repubblica Ceca, mentre Locatelli conclude al 18º posto. 

### Anni 20 e il titolo con Bastianini
Per il 2020 viene confermato Bastianini e viene ingaggiato Lorenzo Dalla Porta per sostituire Locatelli, nel mentre trasferitosi nel campionato mondiale Supersport. Il 22 novembre 2020 il team vince il campionato del mondo piloti di Moto2 con Enea Bastianini, che conquista 7 podi, di cui 3 vittorie, e 2 giri veloci in gara. Il tutto gli è valso 205 punti che gli hanno permesso di vincere il mondiale contro i rivali connazionali Marini e Bezzecchi e l'inglese Lowes. Per la stagione 2021 il team conferma Lorenzo Dalla Porta, e ingaggia, al posto di Bastianini, l'americano Joe Roberts. la stagione si conclude all'undicesimo posto in classifica a squadre con due quarti posti, ottenuti da Roberts, come migliori risultati in gara.
Nel 2022 il team conferma la coppia di piloti della stagione precedente. Roberts trova la prima vittoria nel contesto del motomondiale a Portimão, era da 11 anni che un pilota statunitense non vinceva una gara nel motomondiale, sale nuovamente sul podio al Mugello e chiude la stagione al nono posto. Dalla Porta totalizza ventuno punti e chiude al ventiduesimo posto in classifica, nella classifica a squadre il team si posiziona al nono posto. Nel 2023 al confermato Roberts viene affiancato l'esordiente Dennis Foggia. L'annata si conclude al nono posto nella classifica a squadre con Foggia che è secondo miglior Rookie dell'anno. Diogo Moreira, proventente dalla Moto3, è il pilota designato per affiancare Foggia nel 2024. L'annata si conclude all'undicesimo posto nella classifica a squadre con Moreira che, grazie al podio conquistato nella gara finale a Barcellona, si assicura il titolo di Rookie of the year.